# Eparchia podolska
Eparchia podolska (ros. Подольская епархия) – jedna z eparchii Rosyjskiego Kościoła Prawosławnego, z siedzibą w Podolsku. Wchodzi w skład metropolii moskiewskiej.
Utworzona postanowieniem Świętego Synodu 13 kwietnia 2021 r. Obejmuje część obwodu moskiewskiego – okręgi miejskie Podolsk, Lubierce, Dzierżynskij, Kotielniki, Łytkarino, Sierpuchow, Protwino, Puszczyno, Domodiedowo, Czechow, Stupino oraz rejon leninski.
Pierwszym ordynariuszem eparchii został arcybiskup podolski i lubieriecki Aksjusz (Łobow).